# XO醬
XO醬是一种香港调味料，主要使用海产和辣椒制成，味道鮮中帶辣。有說XO醬是由馬拉盞演變而成，约于1980年代在香港的高级酒家出现，并在1990年代普及化，成为一种具有香港特色的调味料。
有趣的是來自香港的XO醬，罕有地得到法國廚師的讚口不絕，因XO醬顛覆了法國料理的用醬傳統，即使XO醬裏很多油，卻毫不膩滯。

## 名称
XO酱的名称不同于一般中式酱料，使用了英文字「X.O.」作为酱料的名称，反映出香港粵語中英夾雜的特色。
這個命名是衍生自源自法國的干邑白兰地，據稱因為香港經濟在1970年代蓬勃發展，包括干邑白兰地在內的各式歐美名酒在1970及1980年代紛紛被大量引進到香港銷售及推廣，由於干邑白兰地以陳釀年期區分等級，當中以在釀酒木桶陳釀至少10年以上的X.O.等级最為名貴，所以「X.O.」在香港引申出高级和奢侈的含意，在這個年代出現的XO醬便是借用了干邑白兰地的等級而命名，透過「X.O.」表达这是一種高价优质的酱料。在市场上，XO酱经常被包装成高档的調味料，售价較其他常见調味料昂贵。
在调制XO酱时，通常会加入瑤柱和金華火腿，这两种价格较高的食材，能够为酱料带来独特的鲜味，但也使XO酱的售价较高。此外，XO酱的颜色与白兰地相似，也是这种酱料被称为XO酱的原因。

## 起源

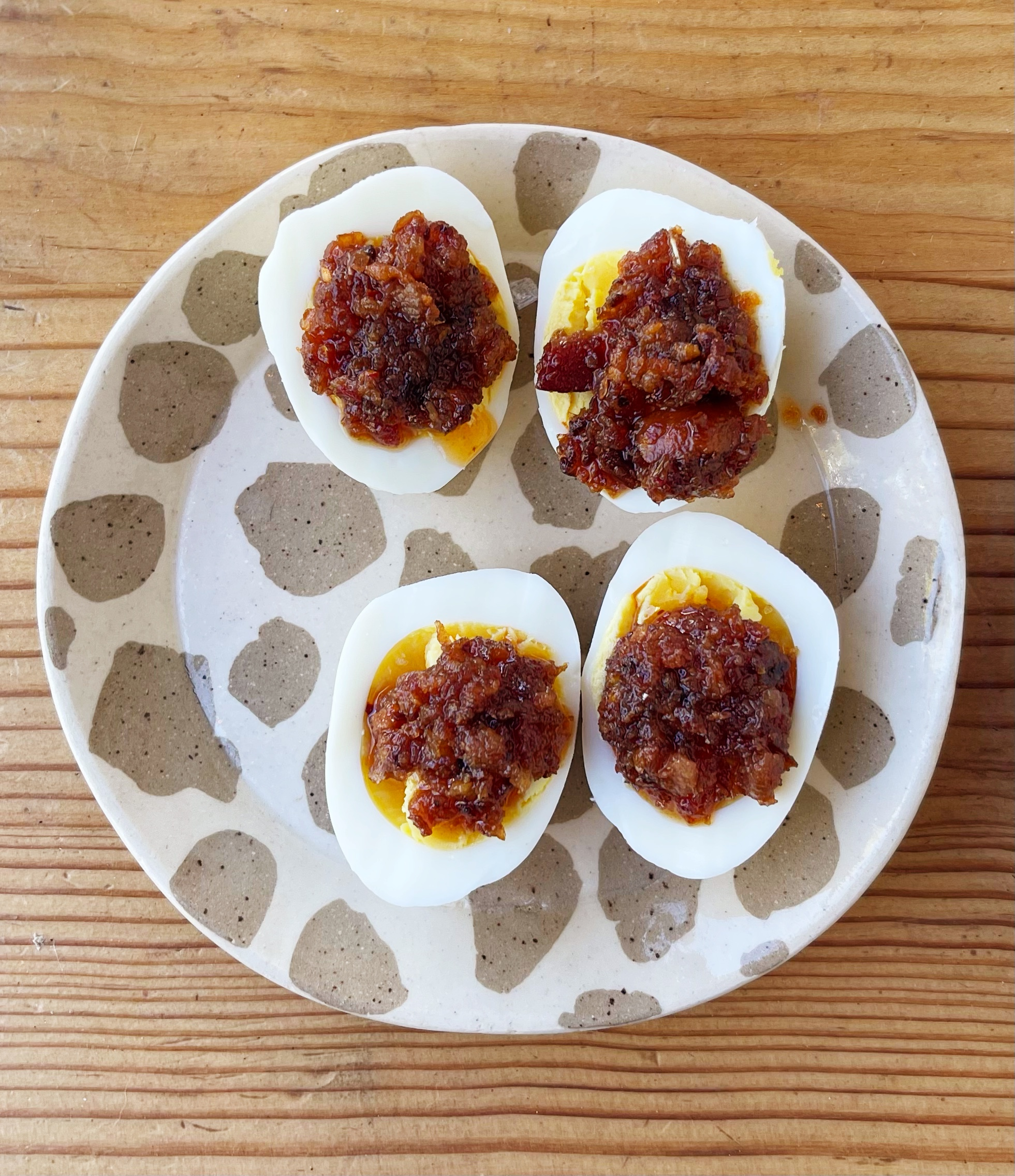
美國加州的一家酒吧提供的一碟XO醬配水煮蛋

XO醬約於1980年代在香港的高級酒家首先出現。早年有謠傳稱是專欄作家王亭之在擔任半島酒店的出品顧問時，對該酒店中菜廳「嘉麟樓」出品的馬拉盞作出口味上的修正，加入蝦子和瑤柱，再輔以精磨蒜蓉和原條辣椒，但因為XO醬和馬拉盞的用料相差太大，XO醬會用上蝦米，卻甚少會加入作為馬拉盞主要成分的蝦醬，馬拉盞較鹹而XO醬偏重辣味，XO醬可直接作為醮料使用，這點反而與沙茶酱較接近，故此該謠傳的正確性甚低。有傳言稱於1980年代初的半島酒店嘉麟樓就已有大廚炒製材料及調配成XO醬達四、五年之久；亦有傳言稱是一位影壇女監制在1970年代為宴請親朋而創作出來；又有傳聞稱是由利苑酒家主廚黃永幟最先調配，因此XO醬的原創者一直眾說紛紜，未有一個說法得到證實。由於XO醬最早在香港普及並向國際推廣，而且其命名也帶有香港粵語中英文混雜的獨特風格，因而成為香港具代表性的醬料。

## 成分
XO醬的材料沒有既定的標準，材料主要有瑤柱、雲腿、蝦米、蝦子、鹹魚粒、指天椒、紅辣椒、蒜蓉、乾葱、薑絲、植物油，材料及份量因人而異，沒有既定準則。當XO醬在全世界的粵菜餐館開始普及時，各家餐館所製作的XO醬都有所不同，當中的配方亦成為各餐館的商業秘密。後來有使用蝦米、金華火腿和辣椒，瑤柱和蝦米能帶出鮮味，而辣椒為醬料增添辣味。XO醬除了可以在市場上購買外，也有家庭根據自己喜愛的口味自行調配。香港甚至有高官用自家製作的XO醬宴請議員。

## 应用
XO醬除了可作為烹調食物的調味料，也可直接用作熟食和小吃的蘸料。
在香港的酒樓、茶餐廳和快餐店，XO醬常被用於炒腸粉、炒麵、炒飯、炒意大利粉及炒蘿蔔糕，XO醬炒帶子和XO醬蒸豆腐是酒樓常見的小菜，還有食品製造商推出XO醬味道的即食麵。